# Wólka Domaszewska
Wólka Domaszewska – wieś w Polsce położona w województwie lubelskim, w powiecie łukowskim, w gminie Wojcieszków. Obok miejscowości przepływa Bystrzyca, niewielka rzeka dorzecza Wisły.
W latach 1975–1998 miejscowość administracyjnie należała do województwa siedleckiego.
Wieś stanowi sołectwo w gminie Wojcieszków. Według Narodowego Spisu Powszechnego z roku 2011 wieś liczyła 706 mieszkańców.
W Wólce Domaszewskiej znajduje się Szkoła Podstawowa im. św. Jana Pawła II.
Wierni Kościoła rzymskokatolickiego należą do parafii św. Zofii w Zofiborze.